# Eugenia Sojka
Eugenia Sojka – polska literaturoznawca, dr hab. nauk humanistycznych, adiunkt Instytutu Kultur i Literatur Anglojęzycznych Wydziału Filologicznego Uniwersytetu Śląskiego w Katowicach.

## Życiorys
W 1996 obroniła pracę doktorską, otrzymując doktorat, a 14 lipca 2015 habilitowała się na podstawie oceny dorobku naukowego i pracy zatytułowanej Wizje i rewizje paradygmatów kanadyjskości w kontekście angielskojęzycznych literackich i kulturowych dyskursów mniejszościowych. Pracowała w Instytucie Kultury i Literatury Brytyjskiej i Amerykańskiej na Wydziale Filologicznym Uniwersytetu Śląskiego w Katowicach.
Objęła funkcję adiunkta Instytutu Kultur i Literatur Anglojęzycznych Wydziału Filologicznego Uniwersytetu Śląskiego w Katowicach.

## Wyróżnienia
- 2018: Certificate of Merit przyznany przez International Council for Canadian Studies za wybitne zasługi dla studiów kanadyjskich[3]
- 2018: Medal Komisji Edukacji Narodowej[4]